# 奥村時成
奥村 時成（おくむら ときなり、正保元年〈1644年〉 - 元禄5年12月20日〈1693年1月25日〉）は、加賀藩年寄。加賀八家奥村宗家第5代当主。

## 来歴
父は加賀藩家老奥村栄清。母は前田知好の娘。初名栄尚。正室は横山忠次の娘。子は奥村有輝、奥村自連。幼名虎松。通称内匠、伊予。
正保元年（1644年）、加賀藩家老奥村栄清の子として金沢に生まれる。藩主前田綱紀に仕え、万治3年（1660年）に新知1000石を与えられる。寛文9年（1669年）に新しく設けられた若年寄に就任し、1000石の加増を受ける。寛文11年（1671年）10月に父栄清が死去し、12月に家督と1万3000石の知行を相続する。自身の元の知行のうち1500石を弟栄貞に分知し、500石を返上する。延宝7年（1679年）、1000石の加増を受け知行1万4500石となる。人持組頭、大年寄（大老職）を歴任する。元禄3年（1690年）、藩主綱紀の三男勝次郎（第6代藩主前田吉徳）誕生の際に蟇目役を務める。元禄5年（1692年）12月20日没。享年49。家督は嫡男有輝が相続した。